# Boguszewski
Boguszewski (forma żeńska: Boguszewska; liczba mnoga: Boguszewscy) – polskie nazwisko. Na początku lat 90. XX wieku w Polsce nosiły je 3377 osoby.

## Znane osoby noszące to nazwisko
- Danuta Boguszewska-Chlebowska (1921–2013) – polska malarka i graficzka;
- Helena Boguszewska (1886–1978) – polska pisarka;
- Jan Boguszewski (ujednoznacznienie)
- Józef Boguszewski (1916–1951) – dowódca oddziału Ruchu Oporu Armii Krajowej i Narodowego Zjednoczenia Wojskowego;

- Józef Boguszewski (1901—1986) — polski strażak, harcerz, instruktor pożarnictwa Związku Floriańskiego;

- Katarzyna Boguszewska (ur. 1982) – polska judoczka;
- Krzysztof Boguszewski (????–1635) – polski malarz;
- Leonard Boguszewski (ur. 1936) – polski dowódca wojskowy, generał brygady Wojska Polskiego i docent dr nauk wojskowych;
- Maria Boguszewska (artystka) (ur. 1983) – polska graficzka;
- Maria Boguszewska (lekarka) (1902–1969) – polska lekarka i działaczka polityczna;
- Modest Boguszewski (ur. 1963) – polski piłkarz;
- Stefan Boguszewski (1877–1938) – polski działacz polityczny.